# Урвич (Боженишки)
Вижте пояснителната страница за други значения на Урвич.
Боженишки Урвич е средновековно каменно укрепление, днес археологически паметник със статут на обект от национално значение. Тайните на тази стара крепост започват да оживяват през 1918, когато в корените на паднало след буря вековно дърво е открит средновековен скален надпис на Севаст Огнян.

## Местоположение
Крепостта е изградена на северния склон на Лакавишкия рид на 750 м надморска височина, на 3 км южно от село Боженица и на 20 км от Ботевград. До подножието на крепостта води асфалтиран път към общинската почивна база „Урвич“. Оттам по маркирана пътека за около 20 минути изкачване пеш се стига до крепостта.

## История
Според археологическите проучвания, проведени през 1972 г., мястото е било заселено още през праисторическата епоха, но първите крепостни съоръжения датират от V-VІ в. като звено от ранновизантийската отбранителна система. Разцвета си крепостта Боженишки Урвич достига през ХІІІ-ХІV в., когато е построена и най-външната крепостна стена, преграждаща от север единственото достъпно място откъм Боженица. В края на ХІV в. тя е седалище на болярина Огнен (Огнян) – кефалия при цар Иван Шишман.

## Боженишки надпис
Крепостта става известна на научните среди през зимата на 1918 – 1919 г., когато под корените на вековен явор в местността Градището е разкрит уникален средновековен писмен паметник със заветните думи на управителя на Софийско севаст Огнян. Откривател е боженишкият козар Недялко Уменковски, а пръв разчита и тълкува Боженишкия надпис академик Петър Мутафчиев. Той отбелязва, че „резачът“ на надписа: „не се е погрижил да размери предварително плоскостта, върху която е работил. Той почнал с едри букви, но виждайки, че мястото, с което разполага, не ще му бъде достатъчно, намалявал величината на буквите и увеличавал, където това е възможно, дължината на редовете...“ Мутафчиев разчита надписа така:
| „ | Аз Драгомир писах. Аз, севаст Огнян, бях при цар Шишман кефалия и много зло патих. В това време турците воюваха. Аз поддържах вярата на Шишмана царя. | “ |

Според изследователите със своята изключителност, както с историческото, така и с филологическото си значение, Боженишкият надпис на севаст Огнян обогатява „каменния архив“ на средновековна България.

## Археология
От 1966 г. средновековната крепост е обявена за обект с национално значение. През 1971 г. стартират първите разкопки от експедицията, наречена „Севаст Огнян“. Тя е осъществена под ръководството на Павел Дишев и с помощта на н.с. Васил Димитров, Митрофан Велев (гл. редактор на вестник „Ботевградски пламък“) и архитект Йордан Йорданов. Първите открити предмети са керамика и ранновизантийски монети от Юстин (518 – 527) и Юстиниан I, (527 – 565), които сочат, че верояртно през този период е строена крепостта. Осем години са нужни на целия екип, за да разкрие напълно крепостта, след което усилията са насочени към консервация и реставрация на разкритата архитектура. Първоначално са разкрити три крепостни пояса, два от които са построени в края на V век, началото на VI век, и един от XIV век, по времето на Иван Шишман. Вътрешната крепостна стена е дълга 200 m и е с широчина на места 2,70 m, външната стена е с височина 4 – 6 m и е с четири контрафорса, цитаделата е с площ 80 m2, а площта на цялото укрепление е 1600 m2. Впечатляваща е дълбоката 10 m измазана с хоросан щерна за вода с воден слой от 4 m, а така също и параклиса, издълбан в скала във вътрешността на крепостта.
Край портата, на дълбочина 0,2 – 1,5 m, е открита много ценна находка на съкровище от 1327 сребърни грошове и полугрошове с лика на цар Иван Александър, но премаркирани с името на наследника му цар Иван Шишман, а с образа на Богородица с малкия Христос на аверса. Според Христо Матанов монетите от това съкровище са орязани по краищата с цел спестяване на ценен метал, което сочи за инфлационен натиск върху българското монетосечене в периода и напрягане на финансите на държавата във връзка с военните-действия.
Югозападната ъглова кула поддържа наблюдателна връзка с околните укрепления Паница Кале над днешното село Липница, Вълчиград над Литаково, Чешковград над Врачешкия манастир и Бодиловград пред Витиня. Кулата разполага с таен изход с дължина 7.40 m и скривалище за осем души, които са попълнени с пръст. В североизточната част са открити кула, скалното жилище и скалната черква с разрушена скална икона на Свети Георги Победоносец. Открит е и некропол с 48 гроба и манастриският комплекс под крепостта. Намерените до крепостните стени стотици върхове на стрели и копия, каменни бойни топки и скелети на бойци потвърждават преданието за боя на севаст Огнян с османците през 1395 г. Според Дишев гробното място на Севаст Огнян се намира на скалния масив пред разкрития Войводов камък, главният наблюдателен пункт на крепостта.